# 驼绒藜属
驼绒藜属（学名：Ceratoides）是藜科下的一个属，为半灌木或小灌木植物。该属共有6－7种，分布于亚洲及欧洲。